# Урусов, Александр Александрович
Александр Александрович Урусов (1726 — 14.02.1807)  — князь из рода Урусовых, полковник, известный археолог, минеролог, просветитель, специалист в области естествознания, почётный член Императорской академии наук, меценат. В 1803 году подарил Императорскому Московскому университету свою обширную коллекцию минералов, монет, редких энкаустических картин, медалей и мозаик, а также библиотеку. Коллекцию Урусов собирал 40 лет, в музее они были расположены в шести залах, особенно выделялись мозаики из белого и красного янтаря и натуральной необделанной жемчужины. Музей университета был разграблен Наполеоном в 1812 году.
Автор монографии «Опыт естественной истории, заключающий первую часть оной, то есть ориктологию, содержащую в себе описание всяких земель, мелов, глин, песков, камней, солей, сер, смол, полуметаллов, металлов и прочаго», 1870, напечатанной в типографии Московского университета. Книга хранится хранится в собрании Российской государственной библиотеки.

## Биография
В 1742 году он был зачислен в лейб-гвардии Семеновский полк. С 1753-го по 1761-й прошёл путь от прапорщика до капитана. В 1762 году уволен со службы в чине полковника. Умер в 1807 году, отпевали в церкви Сретенского Сорока Никольская на Мясницкой, погребён на кладбище в селе Мошонки Мещовского уезда.

## Семья
- Двоюродный дед — думный дворянин, Иван Богданович Камынин
- Двоюродная бабка — Фёдора Ивановна Камынина
- Бабка — Авдотья Иванова Урусова (урождённая Камынина)
- Дед — стольник, Яков Никитич Урусов
- Дядя — стольник, Федор Яковлевич Урусов
- Отец —Александр Яковлевич Урусов[12]

## Владения
- село Адуево и деревни Синявино, Девкино и Марютино
- Захарово[12]
- Мошонки[13]— досталось Александру Яковлевичу от Камыниных
- село Синятино